# توستين (كاليفورنيا)
توستين (بالإنجليزية: Tustin )‏ هي إحدى مدن مقاطعة أورانج، كاليفورنيا. تم إعطاءها لقب مدينة في 21 سبتمبر، 1927.

## التركيبة السكانية
حدّد مكتب تعداد الولايات المتحدة بيانات التركيبة السكانية لتوستين في تعداد الولايات المتحدة. في ما يلي، التركيبة السكانية حسب تعدادي 2000 و2010.

### تعداد عام 2000
بلغ عدد سكان توستين 67,504 نسمة بحسب تعداد عام 2000، وبلغ عدد الأسر 23,831 أسرة وعدد العائلات 16,055 عائلة مقيمة في المدينة. في حين سجلت الكثافة السكانية 2,343.1 نسمة لكل كيلومتر مربع (6,068.6/ميل2). وبلغ عدد الوحدات السكنية 25,501 وحدة بمتوسط كثافة قدره 885.1 لكل كيلومتر مربع (2,292.4/ميل2).
وتوزع التركيب العرقي للمدينة بنسبة 58.72% من البيض و2.92% من الأمريكيين الأفارقة و0.66% من الأمريكيين الأصليين و14.90% من الأمريكيين ذوي الأصول الآسيوية و0.30% من سكان جزر المحيط الهادئ و17.94% من الأعراق الأخرى و4.55% من عرقين مختلطين أو أكثر و34.24% من الهسبانيون أو اللاتينيون من أي عرق.
بلغ عدد الأسر 23,831 أسرة كانت نسبة 39.5% منها لديها أطفال تحت سن الثامنة عشر تعيش معهم، وبلغت نسبة الأزواج القاطنين مع بعضهم البعض 50.2% من أصل المجموع الكلي للأسر، ونسبة 12.3% من الأسر كان لديها معيلات من الإناث دون وجود شريك، بينما كانت نسبة 4.9% من الأسر لديها معيلون من الذكور دون وجود شريكة وكانت نسبة 32.6% من غير العائلات. تألفت نسبة 24.1% من أصل جميع الأسر من عدة أفراد يعيشون في نفس المنزل ونسبة 5.2% كانت تتألف من شخص يعيش بمفرده يبلغ من العمر 65 عاماً أو أكثر. وبلغ متوسط حجم الأسرة المعيشية 2.82، أما متوسط حجم العائلات فبلغ 3.37.
بلغ العمر الوسطي للسكان 31.8 عاماً. وكانت نسبة 26.8% من القاطنين تحت سن الثامنة عشر، وكانت نسبة 9.3% بين الثامنة عشر والرابعة والعشرين عاماً، ونسبة 38% كانت واقعةً في الفئة العمرية ما بين الخامسة والعشرين والرابعة والأربعين عاماً، ونسبة 18.5% كانت ما بين الخامسة والأربعين والرابعة والستين، ونسبة 6.8% كانت ضمن فئة الخامسة والستين عاماً فما فوق. يوجد لكل 100 أنثى 96.2 ذكر، ويوجد لكل 100 أنثى في الثامنة عشر من عمرها فما فوق 93.3 ذكر.
بلغ متوسط دخل الأسرة في المدينة 55,985 دولارًا، أما متوسط دخل العائلة فبلغ 60,092 دولارًا. وكان متوسط دخل الذكور 42,456 دولارًا مقابل 33,688 دولارًا للإناث. وسجل دخل الفرد الخاص بالمدينة 25,932 دولارًا. وكانت نسبة 5.8% من العائلات ونسبة 8.5% من السكان تحت خط الفقر، وكان من هؤلاء نسبة 11.1% تحت سن الثامنة عشر ونسبة 6.2% في الخامسة والستين من العمر وما فوق.

### تعداد عام 2010
بلغ عدد سكان توستين 75,540 نسمة بحسب تعداد عام 2010، وبلغ عدد الأسر 25,203 أسرة وعدد العائلات 17,935 عائلة مقيمة في المدينة. في حين سجلت الكثافة السكانية 2,622 نسمة لكل كيلومتر مربع (6,790.9/ميل2). وبلغ عدد الوحدات السكنية 26,476 وحدة بمتوسط كثافة قدره 919 لكل كيلومتر مربع (2,380.2/ميل2).
وتوزع التركيب العرقي للمدينة بنسبة 52.59% من البيض و2.28% من الأمريكيين الأفارقة و0.59% من الأمريكيين الأصليين و20.25% من الأمريكيين ذوي الأصول الآسيوية و0.35% من سكان جزر المحيط الهادئ و19.19% من الأعراق الأخرى و4.74% من عرقين مختلطين أو أكثر و39.75% من الهسبانيون أو اللاتينيون من أي عرق.
بلغ عدد الأسر 25,203 أسرة كانت نسبة 41.5% منها لديها أطفال تحت سن الثامنة عشر تعيش معهم، وبلغت نسبة الأزواج القاطنين مع بعضهم البعض 51.5% من أصل المجموع الكلي للأسر، ونسبة 13.9% من الأسر كان لديها معيلات من الإناث دون وجود شريك، بينما كانت نسبة 5.8% من الأسر لديها معيلون من الذكور دون وجود شريكة وكانت نسبة 28.8% من غير العائلات. تألفت نسبة 20.5% من أصل جميع الأسر من عدة أفراد يعيشون في نفس المنزل ونسبة 5.6% كانت تتألف من شخص يعيش بمفرده يبلغ من العمر 65 عاماً أو أكثر. وبلغ متوسط حجم الأسرة المعيشية 2.98، أما متوسط حجم العائلات فبلغ 3.46.
بلغ العمر الوسطي للسكان 33.4 عاماً. وكانت نسبة 26.8% من القاطنين تحت سن الثامنة عشر، وكانت نسبة 9.1% بين الثامنة عشر والرابعة والعشرين عاماً، ونسبة 33.1% كانت واقعةً في الفئة العمرية ما بين الخامسة والعشرين والرابعة والأربعين عاماً، ونسبة 22.5% كانت ما بين الخامسة والأربعين والرابعة والستين، ونسبة 8.5% كانت ضمن فئة الخامسة والستين عاماً فما فوق. وتوزع التركيب الجنسي للسكان بنسبة 48.6% ذكور و51.4% إناث.

## المناخ
يظهر الجدول التالي التغييرات المناخية على مدار السنة لتوستين:
| البيانات المناخية لـتوستين        | البيانات المناخية لـتوستين | البيانات المناخية لـتوستين | البيانات المناخية لـتوستين | البيانات المناخية لـتوستين | البيانات المناخية لـتوستين | البيانات المناخية لـتوستين | البيانات المناخية لـتوستين | البيانات المناخية لـتوستين | البيانات المناخية لـتوستين | البيانات المناخية لـتوستين | البيانات المناخية لـتوستين | البيانات المناخية لـتوستين | البيانات المناخية لـتوستين |
| الشهر                             | يناير                      | فبراير                     | مارس                       | أبريل                      | مايو                       | يونيو                      | يوليو                      | أغسطس                      | سبتمبر                     | أكتوبر                     | نوفمبر                     | ديسمبر                     | المعدل السنوي              |
| --------------------------------- | -------------------------- | -------------------------- | -------------------------- | -------------------------- | -------------------------- | -------------------------- | -------------------------- | -------------------------- | -------------------------- | -------------------------- | -------------------------- | -------------------------- | -------------------------- |
| متوسط درجة الحرارة الكبرى °ف (°م) | 70 (21)                    | 71 (22)                    | 72 (22)                    | 75 (24)                    | 77 (25)                    | 80 (27)                    | 85 (29)                    | 87 (31)                    | 85 (29)                    | 80 (27)                    | 76 (24)                    | 70 (21)                    | 78 (26)                    |
| متوسط درجة الحرارة الصغرى °ف (°م) | 47 (8)                     | 48 (9)                     | 50 (10)                    | 53 (12)                    | 58 (14)                    | 61 (16)                    | 65 (18)                    | 67 (19)                    | 63 (17)                    | 57 (14)                    | 50 (10)                    | 46 (8)                     | 56 (13)                    |
| الهطول إنش (مم)                   | 2.96 (75)                  | 3.07 (78)                  | 2.79 (71)                  | .77 (20)                   | .28 (7.1)                  | .10 (2.5)                  | .01 (0.25)                 | .14 (3.6)                  | .34 (8.6)                  | .40 (10)                   | 1.22 (31)                  | 1.79 (45)                  | 13.87 (352)                |
| المصدر: NOAA                      |                            |                            |                            |                            |                            |                            |                            |                            |                            |                            |                            |                            |                            |

## أعلام
- آن أوبراين
- جيوفري كوران
- أ. رولاند فيلدز
- كاتلين لوي
- ويليام تشينغ
- أرت هنتر
- ميخائيل جونز
- كريس تشيستر
- جيمس إس. رايس
- ماري كاي ليتورنيو
- ايفيلين فورتش